# George L. Sheldon
George Lawson Sheldon, född 31 maj 1870 i Nehawka, Nebraska, död 4 april 1960 i Greenville, Mississippi, var en amerikansk republikansk politiker. Han var Nebraskas guvernör 1907–1909.
Sheldon utexaminerades 1892 från University of Nebraska och studerade sedan vidare vid Harvard University. Han deltog i spansk-amerikanska kriget som kapten i infanteriet.
Sheldon efterträdde 1907 John H. Mickey som Nebraskas guvernör och efterträddes 1909 av Ashton C. Shallenberger.
Sheldon avled 1960 och gravsattes på Greenville Cemetery i Greenville i Mississippi.